# Пашино Рувци
Пашино Рувци (на македонска литературна норма: Пашино Рувци) е село в Северна Македония, община Кривогащани.

## География
Селото е равнинно, разположено в областта Пелагония, югозападно от град Прилеп, то е най-южното село в община Кривогащани. Най-близкото село е Обършани отстоящо на север от Пашино Рувци. Селското землище е добро с отлични условия за развитие на растениевъдство, селото разполага и с ЖП гара на линията свързваща Пелагония и областта Демир Хисар.

## История
В XIX век Пашино Рувци е изцяло българско село в Битолска кааза на Османската империя. В „Етнография на вилаетите Адрианопол, Монастир и Салоника“, издадена в Константинопол в 1878 година и отразяваща статистиката на населението от 1873 година, Ашаръ Усу (Achari-Usu) е посочено като село с 26 домакинства и 128 жители българи.
Според статистиката на Васил Кънчов („Македония. Етнография и статистика“) от 1900 година Руфци или Пашино Руфци наброява 450 жители, всички българи християни.
На Етнографската карта на Битолския вилает на Картографския институт в София от 1901 година Пашино (Абди паша) е чисто българско село в Прилепската каза на Битолския санджак с 32 къщи. Същевременно Пашино (Руфци) е чисто българско село в Битолската каза на Битолския санджак с 23 къщи.
Според Никола Киров („Крушово и борбите му за свобода“) към 1901 година Пашино Руфци има 40 български къщи.
В началото на XX век всички жители на селото са под върховенството на Българската екзархия. По данни на секретаря на екзархията Димитър Мишев („La Macédoine et sa Population Chrétienne“) през 1905 година в Пашино Рувци, посочено като село в Прилепска каза, има 256 българи екзархисти.
Гробищната църква „Свети Атанасий“ е изградена в 1988 година и обновена в 1998 година. В нейния двор има няколко антични мраморни паметници - фрагментирана надгробна стела с гръцки и латински надпис, която в средата има изображение на конник и пред него дърво, женска статуя от бял мрамор без глава, висока 1,35 m и капител, украсен с волути и акант. В 1993 година е изграден манастирът „Свети Георги“.
Според преброяването от 2002 година селото има 627 жители, всички северномакедонци.

## Личности
Родени в Пашино Рувци
- Георе Кочов, български революционер, участник в Илинденско-Преображенското въстание[11]
- Илия Ристев – Ягурина, български революционер от ВМОРО, четник при Пито Гули през 1903 година в Крушево[11][12]
- Йосиф Шлакески, български революционер, участник в Илинденско-Преображенското въстание[11]
- Милан Диме, арестуван през август 1903 година, обвинен в „помагане на българските бунтовници“, осъден на 3 години каторга, заточен в Диарбекир, амнистиран с общата амнистия от 12 април 1904 година[13]
- Мирче Марковски, български революционер, участник в Илинденско-Преображенското въстание[11]
- Николе Геровски, български революционер, участник в Илинденско-Преображенското въстание[11]
- Петко Кочов, български революционер, участник в Илинденско-Преображенското въстание[11]
- Тале Кадински, български революционер, участник в Илинденско-Преображенското въстание[11]
- Тале Кръстев, български революционер, участник в Илинденско-Преображенското въстание[11]
- Тале Цифкар, български революционер, участник в Илинденско-Преображенското въстание[11]
- Христо Шутески, български революционер, участник в Илинденско-Преображенското въстание[11]
- Атанас Н. Петков, кметски наместник в период от 1941-1944.[14]